# Szibt Ibn al-Dzsauzi
Samsz ad-Dín Abu l-Muzaffar Júszuf ibn Kízoglu (arab betűkkel شمس الدين أبو المظفر يوسف بن قيزغلو – Šams ad-Dīn Abū l-Muẓaffar Yūsuf ibn Qīzuġlū), közismert nevén Szibt Ibn al-Dzsauzi („Ibn al-Dzsauzi unokája”, arab betűkkel سبط بن الجوزي, átírásban Sibṭ Ibn al-Ǧawzī) Bagdad, 1185/1186 – Damaszkusz, 1256) középkori arab prédikátor és történetíró volt.

## Élete
Bagdadban született Ibn Hubajra nagyvezír egy török szabadosának és a neves hanbalita hitszónok, Ibn al-Dzsauzi lányának gyermekeként – innen származik általánosan elterjedt megnevezése. A nagyapja nevelte, majd annak 1200-ban bekövetkezett halálakor Damaszkuszba költözött, ahol az ajjúbida fejedelmek – al-Muzaffar Ísza (1218–1227), an-Nászir Dávúd (1227–1228) és al-Asraf Músza (1228–1237) – pártfogását élvezte. Nagyapjához hasonlóan ékesszóló és népszerű prédikátor volt, azonban vele ellentétben a hanafita jogi iskola (madzhab) hívei közé tartozott. Adz-Dzahabi szerint vonzalmat táplált a síita irányzat iránt.

## Munkássága
Ma már elsősorban történetírói munkásságának köszönheti a hírnevét. Munkája, amely „Az idő tükre – az előkelők története” (Mirát az-zamán fi taríh al-aaján) címet viseli, a világ teremtésétől fogva egészen halálának évéig foglalja össze a történelmet. Munkamódszere a korábbi munkák terjedelmes részeinek szó szerinti, kritikátlan idézése. A 10. század elejéig terjedő időszakot at-Tabari munkája alapján írta le, a 10-11. század leírását Hilál asz-Szábi és a fia, Garsz an-Nima Muhammad mára egyébként szinte teljesen elveszett könyvéből vette át. A 12. századot illetően Ibn al-Kalániszi, Ibn al-Dzsauzi, Imád ad-Dín al-Iszfaháni és mások történeti művei voltak a forrásai. Írásának saját korára vonatkozó részei ismét nagy forrásértékkel bírnak. Szibt Ibn al-Dzsauzi művét számos korabeli és későbbi történetíró is felhasználta a későbbiekben, köztük adz-Dzahabi, Abu Sáma, Ibn Kaszír és Ibn Tagríbirdi. A mű két változatban maradt fenn (úgy tűnik, a szerzőnek már nem maradt ideje egységesíteni a változatokat): az egyik, amely a forrásszövegeket teljesen idézi, sokszor hiányos és ellentmondó, míg a másik, amit a 14. században egy folytatója, Kutb ad-Dín al-Júnini egészített ki, illetve helyenként megrövidített. Teljes kiadása máig nem jelent meg.
A későbbi bibliográfusok több másik művet tulajdonítottak a szerzőnek, köztük egy al-Muazzamnak szánt királytükröt, illetve egy Ali ibn Abi Tálibról, az Alidákról és az imámságról írt könyvet. Ezek beható vizsgálatára még nem került sor.